# Port-Couvreux
Port-Couvreux est un lieu-dit de la Grande Terre dans l'archipel des Kerguelen où eut lieu l'une des seules tentatives historiques d'installation humaine sur cet archipel.

## Géographie
Le site se trouve au fond de la baie du Hillsborough dans le golfe des Baleiniers à la pointe Est de la presqu'île Bouquet de la Grye donnant sur le Bras de la Fonderie.

## Histoire

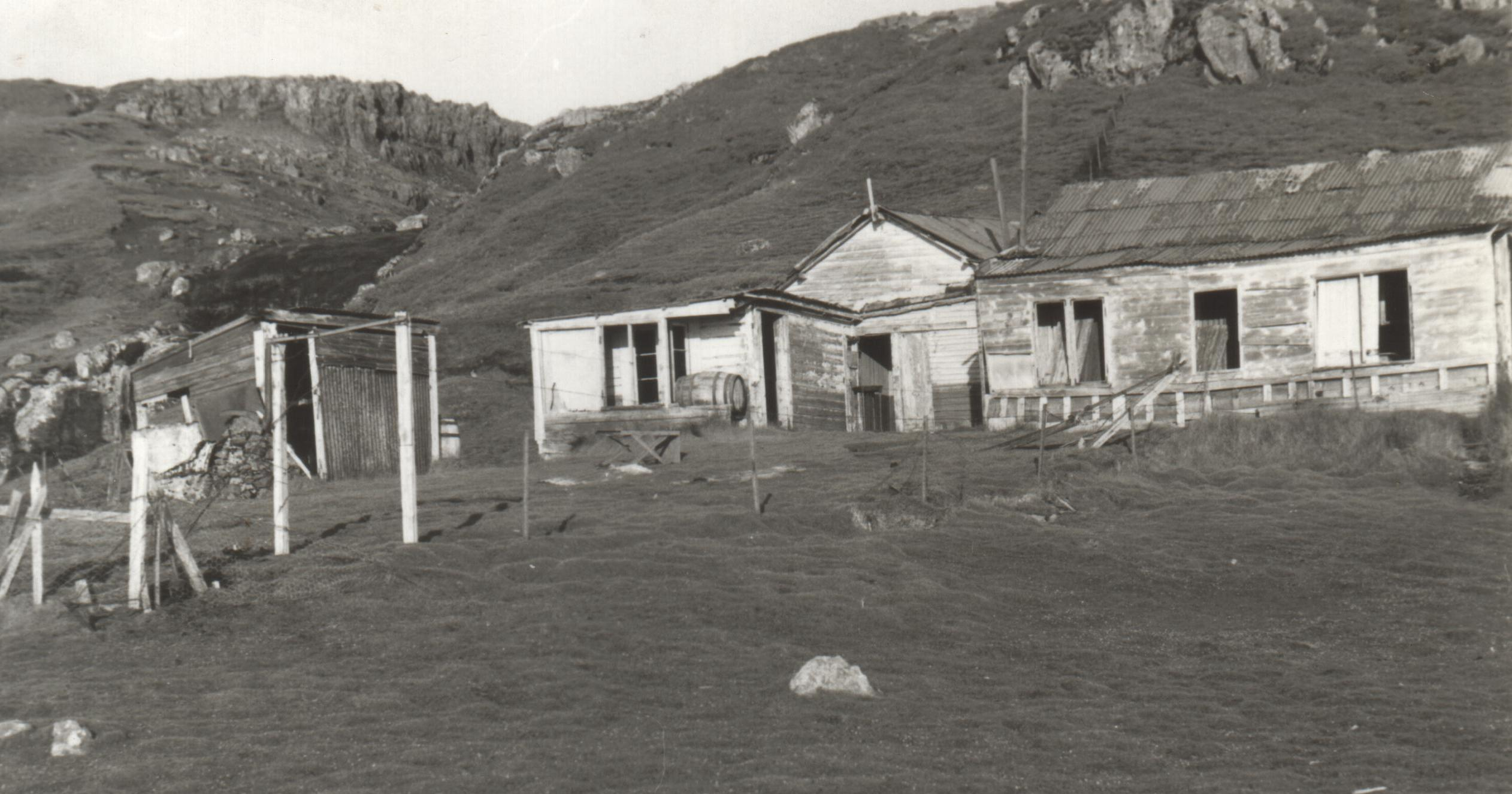
Port-Couvreux en 1983.

À partir de 1893, les frères Henry et René-Émile Bossière, respectivement, concessionnaire et résident de France dans l'archipel des Kerguelen, étudient la possibilité d'élever des moutons dans l'archipel, comme les Britanniques l'ont fait aux îles Malouines,.
En 1900, ils fondent une société anonyme de colonisation, la Compagnie des Îles Kerguelen. Après plusieurs tentatives infructueuses de voyages vers l'hémisphère Sud, ils s'associent avec des Norvégiens en 1908. Une première expédition de reconnaissance est conduite par Henry en 1908-1909. 
En 1912, le baron Pierre Decouz est chargé de déterminer le meilleur site pour fonder une colonie : il s'établit à Port-Couvreux, amène des moutons depuis Durban et effectue un premier hivernage. Les frères Bossière achètent deux bateaux, le Yves de Kerguelen et le Jacques, tandis que René, fort de ses relations en Amérique du Sud, se charge d'effectuer à bord du Jacques le voyage vers l'archipel des Kerguelen, via les îles Malouines. Parti de Swansea le 10 février 1913, le voilier arrive le 15 avril à Montevideo d'où il repart deux mois plus tard à destination des îles Malouines. Il quitte ensuite celles-ci le 10 juillet avec un chargement de 1 600 moutons, et arrive dans l'archipel des Kerguelen le 16 août, après une traversée agitée, avec deux mois de retard sur le calendrier prévu et un grand nombre de moutons morts de froid. L'équipage du Jacques réussit cependant à mettre à terre à Port-Couvreux les moutons ayant survécu au voyage. Trois bergers sont laissés dans un abri provisoire, responsables des 600 moutons survivants, et le Jacques se dirige vers Bunbury en Australie.
En août 1914, après la déclaration de la Grande Guerre, les Norvégiens qui maintenaient deux gardiens à l'usine baleinière de Port-Jeanne-d'Arc (presqu'île Jeanne d'Arc), mise en service en 1908, et René Bossière décident d'affréter un navire (l'ancien Yves de Kerguelen rebaptisé Isle of Kerguelen) pour évacuer les gardiens de l'usine et les bergers.
En 1920, René Bossière entreprend une nouvelle tentative. Tous les moutons étant morts et les installations endommagées, il est décidé de remettre en état les bâtiments et de laisser un berger, cinquante moutons et quelques porcs. De 1920 à 1927, à plusieurs reprises, les frères Bossière font acheminer d'autres animaux pour compenser une mortalité élevée.
En 1927, pour tenter un nouvel essai de colonisation de l'archipel des Kerguelen, les Bossière décident d'envoyer à Port-Couvreux trois éleveurs du Havre avec femme et enfant : les Petit, les Ménager et leur fille de 12 ans et les Le Galloudec et leur fille de 9 ans. Mais l'élevage périclite, les moutons ne trouvant pas assez de pâturages, des habitants décèdent et les derniers « colons » sont évacués en 1931, à la suite d'une épidémie de béribéri survenue dans la conserverie de langoustes que les frères Bossière ont construite à l'île Saint-Paul.
La concession est retirée par décret en 1937 : la résidence ayant déjà été abrogée en 1924 lors du rattachement des Kerguelen au gouvernement de Madagascar, les frères Bossière perdent ainsi leur dernier lien avec les îles.
Depuis, le lieu est à l'abandon. La cabane dans laquelle vivaient les bergers est désormais protégée par un coffrage de tôles pour la préserver des intempéries. L'administration des TAAF entretient toutefois le petit cimetière.